# Приговорённый к жизни
«Приговорённый к жизни» (англ. Condemned to Live) — американский фильм ужасов 1935 года. Отличается от множества себе подобных тем, что подходит к теме вампиризма с сочувственной точки зрения и представляет его так, как если бы это была болезнь.

## Сюжет
Трое путешественников прячутся в африканской пещере. Одного из них, беременную женщину, кусает летучая мышь-вампир.
Несколько десятков лет спустя, небольшая европейская деревня. Здесь происходит серия таинственных убийств. После каждого убийства жители приходят к самому образованному из них, профессору Полу Кристену. Селяне уверены, что всему виной гигантская летучая мышь, но профессор успокаивает их, заверяя, что найдёт всему научное объяснение. В последующих сценах выясняется, что убийца — это сам Кристен. С наступлением темноты он впадает в транс и совершает убийства, а затем ничего не помнит о содеянном, думая, что просто терял сознание. У профессора есть верный друг и слуга — горбун Зэн, который знает о его припадках, следует за ним во время транса и следит, чтобы профессора не обнаружили и не поймали.
К Кристену приезжает погостить его старый друг доктор Андерс Бизе. Вскоре он начинает догадываться, в чём тут дело. Он рассказывает профессору, что его мать когда-то была укушена летучей мышью-вампиром, и что вампиризм может передаваться, согласно концепции ламаркизма, будущему ребёнку от беременной матери (даётся понять, что беременная исследовательница в начале фильма — мать Кристена).
Вскоре нападению зачарованного профессора подвергается его же невеста, Маргерит Мейн. Поскольку на месте был замечен горбун Зэн, жители деревни решают, что убийца — именно он. Они начинают преследовать его и загоняют на обрыв внутри пещеры. На место прибывает профессор, который во всеуслышание объявляет, что истинный убийца — он сам. Зэн, во имя спасения Кристена, в свою очередь, пытается всех убедить, что убийца — всё-таки он. Пока селяне пытаются разобраться в происходящем, профессор прыгает с обрыва, а его верный слуга следует за ним.

## В ролях
В порядке перечисления в титрах
- Ральф Морган — профессор Пол Кристен
- Педро де Кордоба[англ.] — доктор Андерс Бизе
- Максин Дойл[англ.] — Маргерит Мейн, невеста Кристена
- Расселл Глисон[англ.] — Дэвид
- Миша Ауэр — горбун Зэн
- Люси Бомонт — мать Молли
- Карл Стокдейл — Джон Мейн
- Барбара Бедфорд — Марта Кристен
- Роберт Фрейзер — доктор Дюпре
- Фердинанд Шуман-Хайнк[англ.] — Франц Кристен
- Мэрилин Ноулден — Мария

В титрах не указаны
- Тед Биллингс[англ.] — звонарь
- Эдвард Сесил[англ.] — Джон, слуга
- Фрэнк Браунли[англ.] — селянин
- Хорас Б. Карпентер[англ.] — селянин
- Дик Кёртис[англ.] — селянин
- Гарольд Гудвин — селянин
- Слим Уайтакер[англ.] — селянин
- Пауль Вайгель[англ.] — деревенский доктор